# Гольшанский, Александр Юрьевич
Александр Юрьевич Гольшанский (ок. 1440—1511) — государственный деятель Великого княжества Литовского, князь Гольшанский (1481—1511), кравчий великий Литовский (до 1488), подчаший и наместник Гродненский (с 1488), каштелян Виленский (1492—1511), младший сын князя Юрия Семёновича Гольшанского.

## Биография
В 1473 году, в результате раздела наследства князя Юрия Семёновича Гольшанского, его младшему сыну князю Александру Юрьевичу Гольшанскому досталось имение Дуниловичи. 
В 1481 году по приказу великого князя литовского и короля польского Казимира Ягеллончика в Вильне были казнены князья-заговорщики Михаил Олелькович Слуцкий и Иван Юрьевич Гольшанский. После казни Ивана его младшие братья Семён и Александр унаследовали его удельное княжество. Семён Юрьевич Гольшанский получил во владение княжество Дубровицкое, а его брат Александр — княжество Гольшанское.
Вероятно, Александр Юрьевич Гольшанский перешел из православия в католичество. До 1488 года носил титул господарского кравчего. В том же году Александр Гольшанский был назначен подчашим и наместником Гродненским.
В 1492 году Александр Гольшанский был назначен каштеляном Виленским и занимал эту должность до самой смерти. 
В 1506 году получил во владение Берестейское староство. Ему принадлежали крупные имения в Гродненском, Минском и Ошмянском поветах.
В 1511 году, после смерти  Виленского каштеляна князя Александра Юрьевича Гольшанского, Гольшаны перешли к его племяннику Юрию Ивановичу Гольшанскому, сыну казненного Ивана Гольшанского.

## Семья
Был женат на Софье, дочери воеводы виленского и литовского канцлера Олехно Судимонтовича (ум. 1491) и Ядвиги Монивид. 
Дети:
- Януш Гольшанский (ум. около 1511), староста слонимский и кравчий господарский (с 1496)
- Павел Гольшанский (ум. 1555), епископ луцкий (1507—1536) и виленский (1536—1555)
- Юрий Гольшанский (ум. 1511), кравчий господарский (с 1507), воевода киевский (1508—1511)
- Анна Гольшанская, жена Петра Яновича Монтигирдовича
- Ядвига Гольшанская, жена Ивана Богдановича Хрептовича
- Александра Гольшанская, жена Николая Юрьевича Паца
- Барбара Гольшанская, монахиня.

## Внешние ссылки
- Леонтий Войтович. Князья Гольшанские
- Гольшанские